# Березин, Михаил Александрович
Михаил Александрович Березин (13 (25) июня 1889, село Малое Карачкино Козьмодемьянского уезда Казанской губернии — 13 января 1938) — священник Русской православной церкви, в 2002 году включён в Собор новомучеников и исповедников Российских.

## Биография
Родился 13 июня 1889 года в селе Малое Карачкино Козьмодемьянского уезда Казанской губернии в семье диакона Александра Ивановича Березина и его супруги Евлампии Михайловны.
После окончания Чебоксарского духовного училища и первого класса Казанской духовной семинарии (вышел в 1908 году по личному прошению) поступил на епархиальную службу. С 3 июня 1909-го по 9 марта 1910 года нёс послушание псаломщика церкви Рождества Христова села Пайгусово Козьмодемьянского уезда, затем был переведён в Петропавловскую церковь села Кузнецово того же уезда. В начале 1920 годов рукоположён в диакона, а 7 августа 1929 года — в священника архиепископом Мамадышским Афанасием.
В 1933 году был награжден скуфьей.
29 октября 1936 года в Горномарийский отдел НКВД пришёл приказ об аресте отца Михаила с требованием закончить дело за 8 дней и отправить заключённого в Йошкар-Олу. Арест был произведён в тот же день, было предъявлено обвинение в контрреволюционной агитации. В ходе следствия отец Михаил был допрошен семь раз, вину отрицал. Был заключен в тюрьму в Козьмодемьянске, в декабре 1936 года переведен в тюрьму в Йошкар-Оле
Дело Михаила Березина было рассмотрено на закрытом заседании спецколлегии главсуда МАССР 20 января 1937 года, приговор — пять лет лишения свободы.
До 23 июня 1937 года отбывал наказание в Ветлужском ИТЛ (Нижегородская область), затем переведён в Антибесский лагерный пункт Сиблага (Новосибирская область). 17 декабря повторно арестован по обвинению в участии в контрреволюционной кадетско-монархической повстанческой организации. На единственном допросе 22 декабря 1937 года отказался от дачи показаний по религиозным убеждениям.
25 декабря 1937 года на заседании тройки УНКВД по Новосибирской области Михаил Березин был приговорён к расстрелу. Приговор привели в исполнение 13 января 1938 года, местом казни предполагаются окрестности Антибесского лагпункта или тюрьма при администрации Сиблага в Мариинске.

### Семья
Был женат, имел трёх сыновей и дочь.

## Канонизация
17 июля 2002 года определением Святейшего Патриарха и Священного Синода РПЦ Михаил Березин по представлению Йошкар-Олинской епархии был включён в Собор новомучеников и исповедников Российских.